# 艾伦·阿伯斯
艾伦·阿伯斯（英語：Allan Arbus，1918年2月15日—2013年4月19日），美国演员，其最知名的角色是在电视剧《陆军野战医院》扮演的Sidney Freedman医生。

## 生平
1918年，阿伯斯出生于纽约州纽约的一个犹太家庭，在中学时期即表现出对演艺的兴趣，曾出演过一部学生剧。在成为演员之前，阿伯斯在音乐方面也颇有造诣，擅长单簧管演奏。
1940年代，阿伯斯成为美国陆军的随军摄影师，1946年完成兵役后，与他的第一任妻子同为摄影师的黛安娜·阿勃斯在曼哈顿开展摄影广告业务，两人在摄影方面颇有建树，在《17》、《时尚芭莎》等许多知名出版物上都发表过作品。1956年，因合作方的经济原因，两人退出该业务，三年后两人分居，黛安娜·阿勃斯后来继续从事独立摄影师的工作，并在1969年同丈夫离婚，1971年黛安娜·阿勃斯自杀身亡。
1969年，在两人离婚之后，阿伯斯搬到了加利福尼亚州，并决定转行从事新的演艺事业，出演多部电影和电视角色。
2013年4月19日，因充血性心力衰竭于洛杉矶家中去世。